# Paljugi
Paljugi is een plaats in de gemeente Jastrebarsko in de Kroatische provincie Zagreb. De plaats telt 17 inwoners (2001).